# 로저드뷔
로저드뷔(Roger Dubuis)는 스위스 제네바에 본사를 둔 하이엔드 남성용 및 여성용 고급 시계를 제조하는 스위스 시계 제조사이다. 로저드뷔는 1995년 로저 드뷔(Roger Dubuis)와 카를로스 디아스(Carlos Dias)에 의해 설립되었다. 2008년에는 리치몬트 그룹에 인수되었다.
Roger Dubuis 시계에는 전통적인 시계 제조 기술과 창조적이고 혁신적인 디자인이 혼합되어 있는데 현재 엑스칼리버와 벨벳 컬렉션에서 이러한 모습이 잘 드러나 있다.
최근 시계 라인업으로는 람보르기니 스콰드라 코르세 및 피렐리와 협업한 모터스포츠에서 영감을 받은 시계가 있다.

## 역사

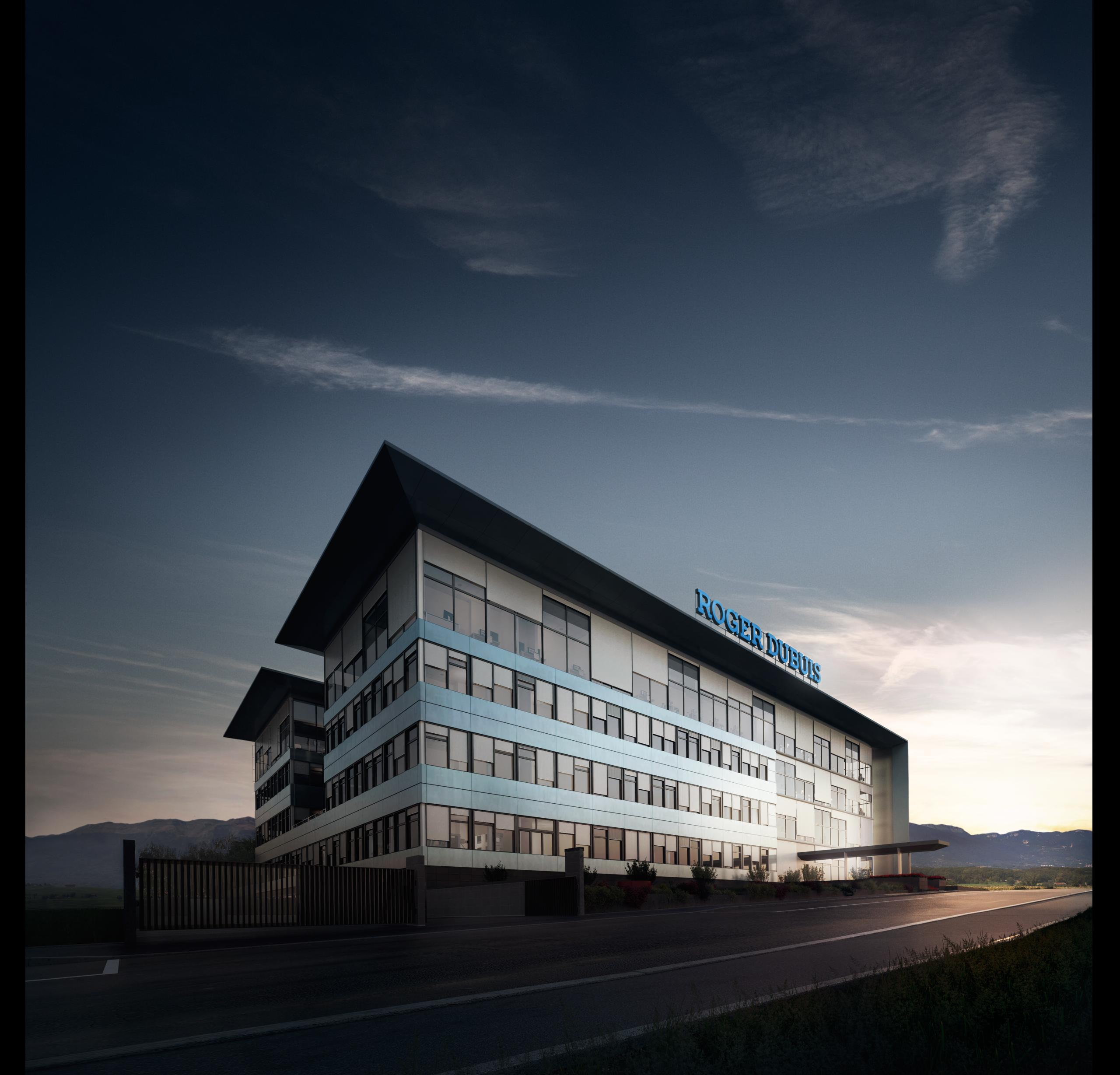
Roger Dubuis Manufacture

Roger Dubuis 매뉴팩처는 1995년 제네바에서 설립되었다. 1999년, 4년간의 연구 개발 끝에 완전히 자체적으로 설계 및 개발된 최초의 칼리버가 출시되었다.

2001년 Roger Dubuis는 제네바 교외에 있는 메이린에 매뉴팩처를 설립했다. 매뉴팩처의 외관은 유리 벽으로 이루어져 장관을 이룬다.
2005년에는 Roger Dubuis가 세계 최초로 선보인 더블 투르비옹 스켈레톤 무브먼트가 장착된 상징적인 엑스칼리버 컬렉션이 출시되었다.

2008년 8월, 리치몬트 그룹이  Roger Dubuis SA의 60%를 인수한다. 제네바에 기반을 둔 리치몬트 그룹은 2016년에 Roger Dubuis의 나머지 40%도 인수했다.

공동 설립자 로저 드뷔(Roger Dubuis)는 2017년 10월 타계했다.

2017년 말, Roger Dubuis는 모터스포츠의 세계와 협업을 시작한다. 피렐리와 람보르기니 스콰드라 코르세의 엔지니어가 Roger Dubuis라는 워치메이커를 만나 파트너십을 통해 새로운 시계를 만든다.

## 노하우와 칼리버

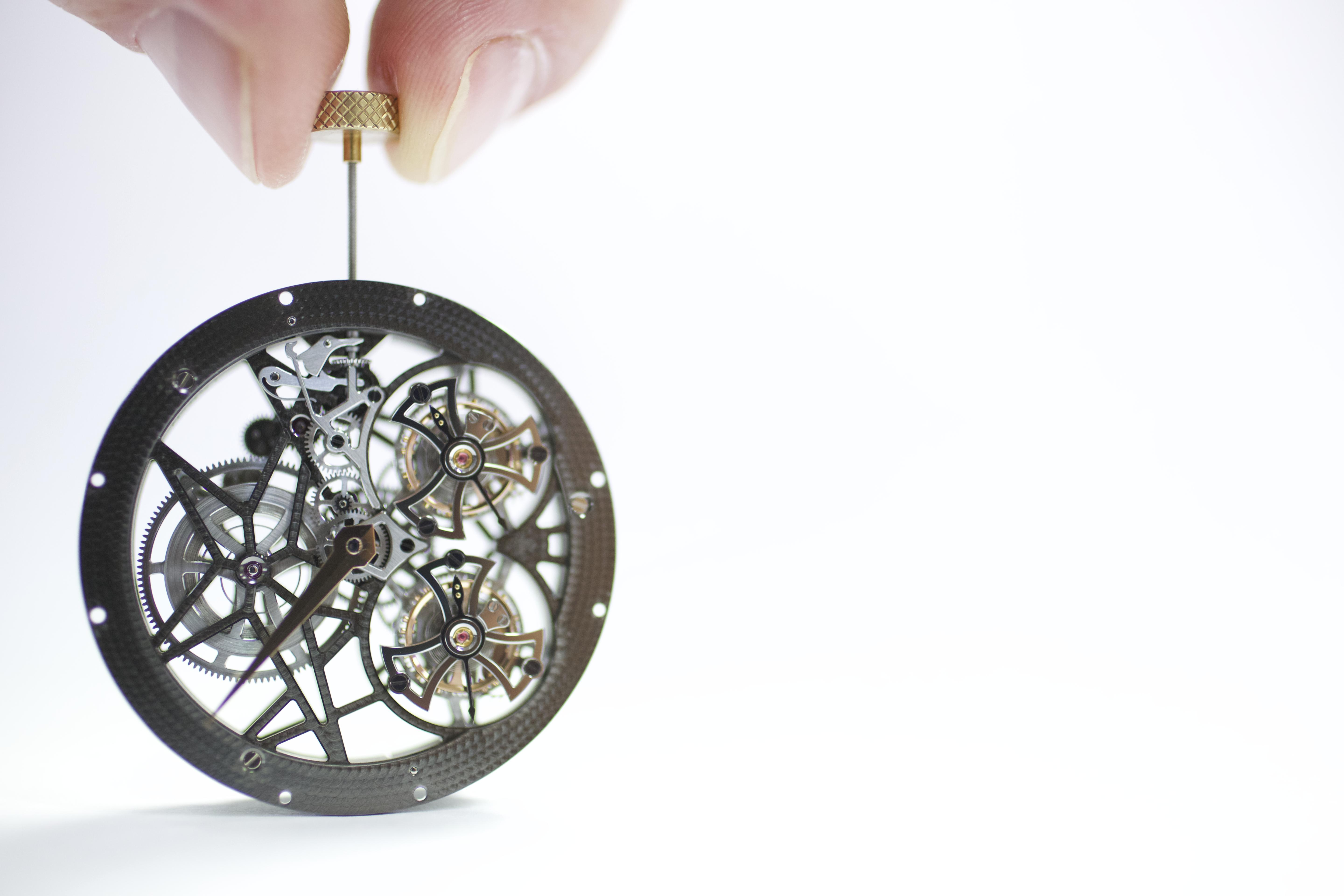
Roger Dubuis signature Double Flying Tourbillon RD01SQ movement

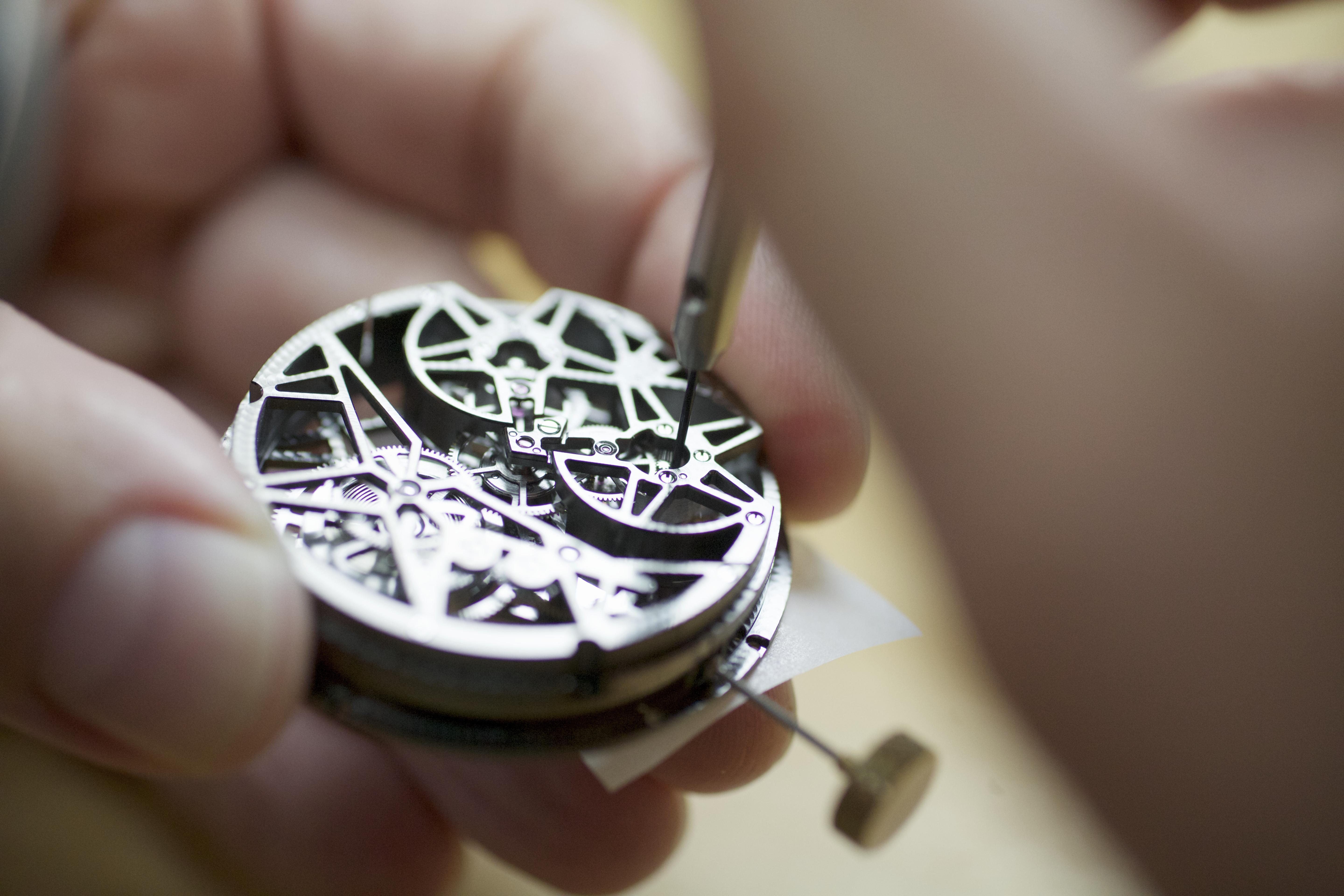
RD820SQ Automatic skeleton with micro-rotor

Roger Dubuis Excalibur Automatic Skeleton in Carbon RDDBEX0508

Roger Dubuis는 단지 매뉴팩처일뿐 아니라 리치몬트 그룹 내에 있는 하나의 세계이다. 이 스위스 메종은 가장 복잡한 칼리버의 부품을 자체적으로 생산하는 몇 안 되는 제조사 중 하나이며 Roger Dubuis 시계는 이러한 독점적인 기계식 무브먼트의 리듬으로 힘차게 구동된다.

Roger Dubuis의 칼리버는 제네바의 훌륭한 시계 제조 전통의 정신을 바탕으로 꼼꼼하게 수작업으로 마무리한 수백 개의 부품으로 구성된다.

대부분의 Roger Dubuis의 시계는 탁월함을 증명하는 제네바 품질 보증 마크를 보유하고 있다.

Roger Dubuis의 상징인 플라잉 투르비옹은 첨단 메커니즘으로 작동하는 모습이 보이는 가볍고 널찍한 디스플레이를 보여준다.

Roger Dubuis의 가장 상징적인 무브먼트:
- RD820SQ 마이크로 로터가 있는 오토매틱 스켈레톤 - 매뉴팩처가 생산한 최초의 오토매틱 스켈레톤 칼리버[15]
- RD505SQ 싱글 플라잉 투르비옹 - 첨단 메커니즘으로 작동하는 가볍고 널찍한 디스플레이[16]
- RD01SQ 스켈레톤 더블 플라잉 투르비옹 - Roger Dubuis의 시그니처로, 시각적으로 디자인된 요소와 기술력의 조화를 보여준다.[17]
- RD101 콰토르 칼리버는 기계적 미학을 상징한다.[18]
- RD103SQ 차동장치가 있는 더블 스프링 밸런스 - 람보르기니 스콰드라 코르세에서 받은 영감을 바탕으로 공동 제작된 최초의 Roger Dubuis 무브먼트[19]

Roger Dubuis의 컴플리케이션은 다이아몬드, 티타늄과 같은 귀한 소재는 물론 카본, 세라믹 및 코발트처럼 혁신적인 소재로도 제작된다.

Roger Dubuis의 시계는 대부분 스켈레톤 시계이며 컬렉션은 8개, 28개 또는 88개로 한정 생산되는 리미티드 에디션이다.

## 컬렉션
Roger Dubuis는 설립 때부터 브랜드 DNA에 혁신이 깊게 자리하고 있다. 이전 컬렉션으로는 오마주, 심퍼티, 투머치, 머치모어, 골든스퀘어, 팔로우미, 라모네가스크, 펄션 및 이지다이버가 있다.
이 외에 두 개의 상징적인 컬렉션인 엑스칼리버와 벨벳이 있다.
- 엑스칼리버 컬렉션은 강인한 미학과 메커니즘이 특징이다. 엑스칼리버 시계는 전위적인 디자인으로 시계 제조 전통의 한계를 넘어선다.[22]
- 현대 여성을 위한 벨벳 컬렉션은 화려한 디자인과 정교한 메커니즘을 특징으로 한다.[23]

## 모터스포츠 파트너십
‘선구적인 엔지니어가 탁월한 워치메이커를 만났을 때’라는 문구는 Roger Dubuis의 모터스포츠에서 영감을 받은 협업을 잘 표현한다. Roger Dubuis가 가장 유명한 모터스포츠 모델들과 손을 잡고 주요 플레이어들과 어깨를 나란히 한다.

람보르기니 스콰드라 코르세 x Roger Dubuis
람보르기니 차에 사용되는 카본과 같은 신소재와 람보르기니 고유의 특징에서 영감을 받은 협업이 시계 제조 기술력에 힘입어 추진된다.

그 결과 람보르기니에서 영감을 받아 아드레날린으로 가득한 시계가 탄생했다.

피렐리 x Roger Dubuis
Roger Dubuis와 피렐리는 레이스에 대한 열정을 공유한다. 그 결과 자동차 경주에서 승리한 피렐리 인증 타이어로 고무 인레이 장식한 독특한 시계가 탄생했다.

## 유통
Roger Dubuis는 전 세계 가장 럭셔리한 도시에서 만나볼 수 있다.